# Collegiata di San Gaudenzio
La collegiata di San Gaudenzio è la chiesa principale dell'abitato di Varallo, costruita su di un piccolo promontorio roccioso al centro della cittadina, domina dall'alto la piazza dedicata a Vittorio Emanuele II.

## Storia
La chiesa è dedicata a san Gaudenzio, primo vescovo di Novara.
Alcune fonti fra cui il sito del comune di Varallo riportano le origini della chiesa sul luogo di un precedente edificio di culto pagano, le cui prime notizie risalirebbero al basso medioevo. La presenza di un portico che circondava la chiesa è documentata già nel 1248. Fra il 1500 e il 1600 la chiesa fu ampliata e ristrutturata per poter accogliere un maggior numero di fedeli. Dal 1700 al 1800 proseguirono altri lavori commissionati dal prevosto Benedetto Ludovico Giacobini che impegnarono diversi artisti e benefattori, fra cui la principessa Maria Cristina Ferrero Fieschi, dal Principato di Masserano. Per tutto il periodo fra il 1700 e il 1800 la chiesa venne in un immenso cantiere e numerosi artisti e artigiani lavorarono alacremente per completare il grandioso progetto del Giacobini, che venne realizzato con il generoso contributo di numerosi benefattori, tra cui spicca la figura della principessa Maria Cristina Ferrero Fieschi di Masserano.
L'edificio è dominato dalle linee architettoniche del XVIII secolo; dell'aspetto iniziale del XIII secolo resta solo parte del campanile romanico.

## Descrizione

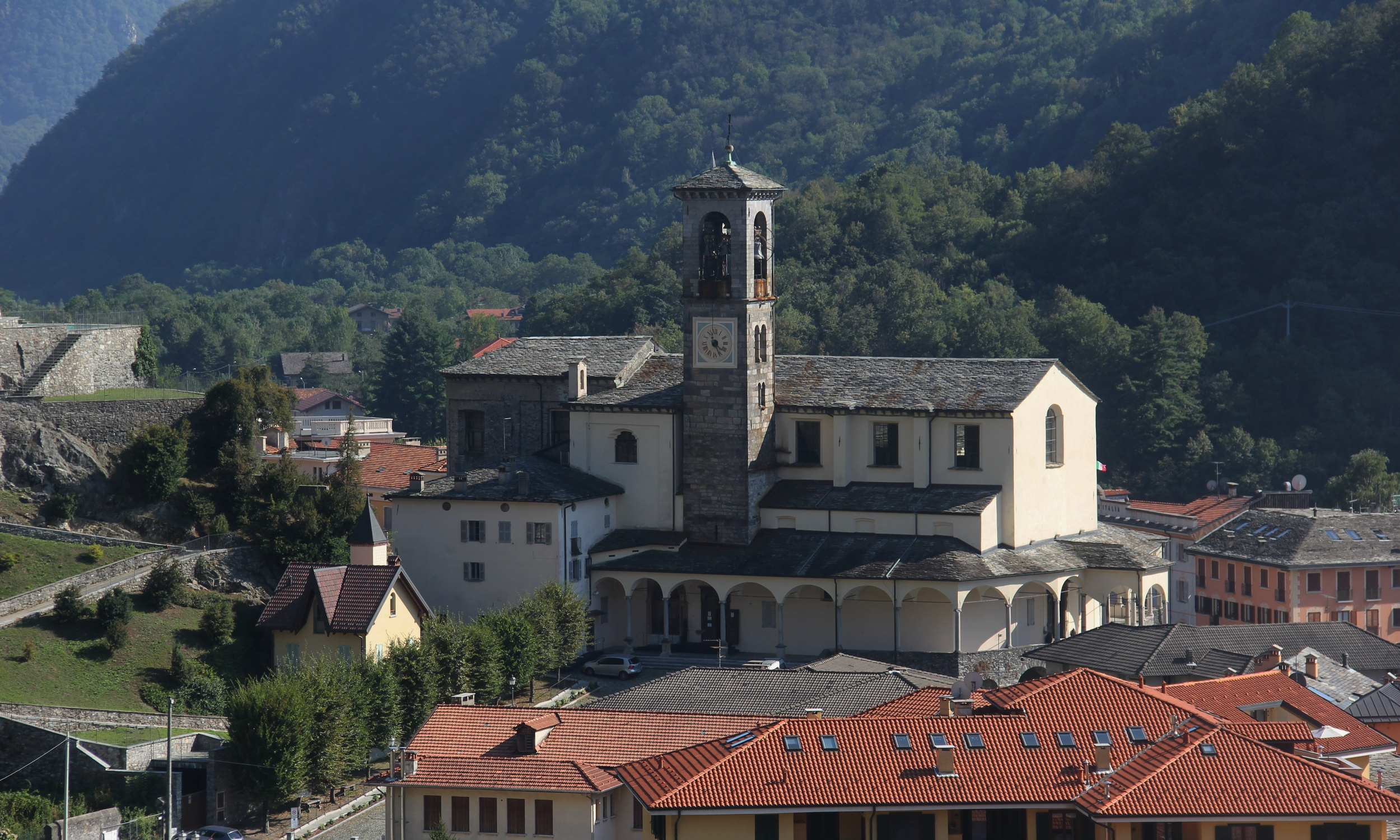
Visione d'insieme con la collegiata di San Gaudenzio.

La collegiata di San Gaudenzio ha un'imponente mole, resa ancora più suggestiva dalla sua collocazione. L'edificio sovrasta infatti il centro di Varallo ed è composto da sostruzioni – ovvero strutture in parte e completamente sotterreanee che la sostengono – da una scenografica scalinata e da un elegante loggiado composto da 28 archi che la circonda interamente.
L'interno barocco è a navata unica, grandioso, con altari del XVIII secolo, due cantorie scolpite e decorate con opere pittoriche e cappelle laterali.

## Opere

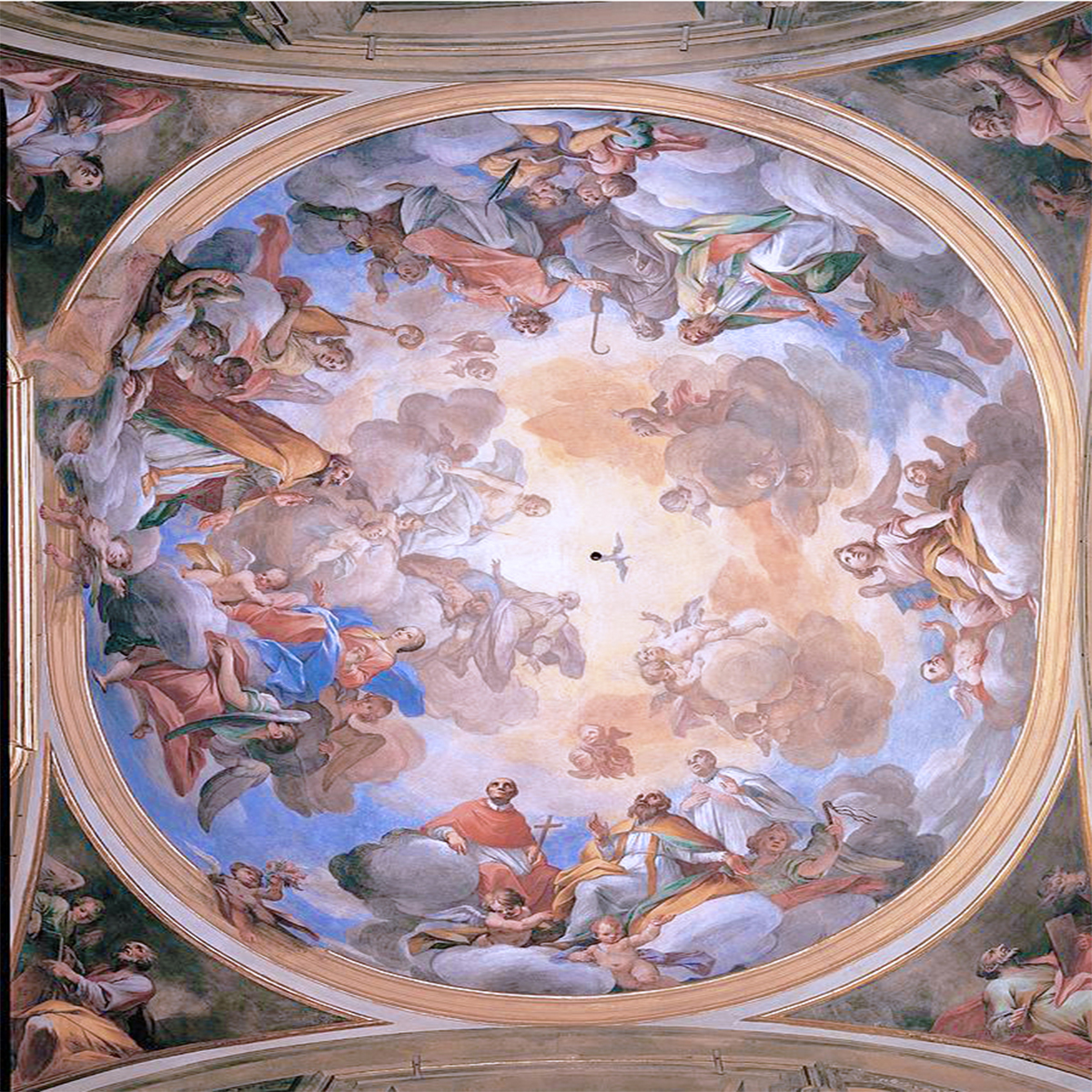
Affresco realizzato da Carlo Bartolomeo Borsetti.

Gli interni della collegiata di San Gaudenzio sono ricchi di opere e affreschi. Tra le opere più significative della collegiata e collocate nella conca absidale il polittico con 6 tavole raffiguranti la Madonna col Bambino, santa Caterina e San Giuseppe, San Pietro, San Gaudenzio, la Pietà, San Marco e san Giovanni Battista di Gaudenzio Ferrari del 1517-20, considerata una delle tele più significative della maturità del pittore e incorniciata in una cornice barocca in marmo.
Tra gli affreschi presenti nella collegiata:
- su pennacchi e cupola, Quattro evangelisti e Gloria di San Gaudenzio di Carlo Bartolomeo Borsetti del 1702[6];
- nella parete di ingresso San Gaudenzio che spegne l'incendio della città di Novara di Giovanni Antonio de Groot;
- a fianco dell'ingresso laterale, Madonna che allatta, residuo pittorico risalente al XV secolo.

Tra le altre opere:
- nella terza cappella a destra, Vergine incoronata, statua lignea, voluta dai vareallesi nel 1633[5]
- nella terza cappella a destra, Vita della Vergine, 12 quadri raffiguranti episodi della vita della Vergine Maria, di Cristoforo Martinolio, 1657-58;
- seconda cappella a sinistra, cappella di San Gregorio Magno, con decorazioni roccocò settecentesche di Antronio Orgiazzi del 1763, pala con Madonna, santi e le anime purganti di Paolo Cazzaniga del 1715 e due ovali di Giovanni Antonio de Groot;
- sulle pareti della navata, quadri della Via Crucis di Enrico Reffio;
- in sagrestia, mobili e tele di Gianoli del 1654 e di Giovanni Antonio de Groot del 1702.